# Que me quiten lo bailao
A Que me quiten lo bailao (spanyol, jelentése Azt az élményt nem vehetik el tőlem) Lucía Pérez galiciai énekesnő dala a 2011-ben megjelent Cruzo los dedos című albumáról, amellyel Spanyolországot képviselte a 2011-es Eurovíziós Dalfesztiválon. A 23. helyezést érte el 50 ponttal.
A szám a 2011. február 18-án rendezett spanyol nemzeti döntőn szerezte meg az indulás jogát. A döntőben három előadó énekelt három-három dalt, majd öttagú zsűri választotta ki a legjobb dalt mindhárom énekes számára, amelyek közül a nézők választottak telefonos szavazással. A dal a nézői szavazatok 68%-át megszerezve nyert.
Szerzője már korábban is részt vett az Eurovíziós Dalfesztiválon: Andorra 2005-ös és 2006-os versenydalát is ő írta.
Spanyolország az „öt nagy ország” tagjaként automatikusan döntős, így az Eurovíziós Dalversenyen nem kellett részt vennie az elődöntőkben. A május 14-ei döntőben a fellépési sorrendben a huszonkettedik volt, az izlandi Sjonni’s Friends Coming Home című dala után és az ukrán Mika Newton Angel című dala előtt. A szavazás során 50 pontot szerzett, két országtól (Franciaország és Portugália) begyűjtve a maximális 12 pontot. Ez a huszonharmadik helyet jelentette a huszonöt fős mezőnyben.

## Slágerlistás helyezések
| Slágerlisták (2011) | Lh.* |
| ------------------- | ---- |
| Spanyolország       | 19   |

*Lh. = Legjobb helyezés.